# Ormosia subserrata
Ormosia subserrata är en tvåvingeart som beskrevs av Evgenyi Nikolayevich Savchenko 1976. Ormosia subserrata ingår i släktet Ormosia och familjen småharkrankar. Inga underarter finns listade i Catalogue of Life.